# Självständighetsförbundet
Självständighetsförbundet (finska: Itsenäisyyden liitto) var en finländsk patriotisk organisation som grundades 1924 i Helsingfors av personer som utträtt ur Akademiska Karelen-Sällskapet i protest mot den äktfinskhetslinje detta sällskap hade slagit in på. 
Förbundets egentlige grundare var publicisten och författaren Erkki Räikkönen, som var dess sekreterare 1926–1928 och ordförande 1931–1933. Förbundet hade enandet av nationen som sitt främsta mål, men dess inflytande förblev ringa trots att medlemskåren var stor (som mest omkring 9 000 medlemmar) och omfattade talrika representanter för olika politiska meningsriktningar, tidvis även socialdemokrater. Språkröret Itsenäinen Suomi utkom från 1926. Trots sin ringa politiska tyngd förbjöds organisationen i maj 1946 efter påtryckningar från Finlands kommunistiska parti.